# Breisach am Rhein
Breisach am Rhein (in alemanno Alt-Brisach, in francese Vieux-Brisach) è una cittadina tedesca di 16 500 abitanti, situata nel land del Baden-Württemberg, confinante con la francese Vogelgrun.
Il suo nome è di origine celtica e significa frangiflutti. La collina su cui si sviluppò originariamente la cittadina si trovava infatti in tempo di piena proprio al centro del fiume Reno. Questa collina venne bonificata dall'ingegnere tedesco Johann Gottfried Tulla solamente nel XIX secolo.

## Storia
Originariamente il borgo venne abitato da un insediamento di popolazioni celtiche. Dopo la conquista romana divenne sede di una guarnigione nei pressi del Mons Brisiacus, nell'attuale Brisgovia. Nell'843, a seguito del trattato di Verdun, il borgo finì nel territorio bavarese assegnato a Ludovico II il Germanico. Nel 942 Breisach fu posta sotto assedio dall'imperatore Ottone I, desideroso di catturare il duca di Franconia Eberardo III ed i suoi accoliti, armatisi in rivolta contro l'Imperatore e rifugiatisi nella cittadina. Finita successivamente sotto la giurisdizione territoriale del vescovo di Basilea, cadde poi nelle mani della nobile casata germanica degli Zähringen, la cui dinastia ebbe termine nel 1218. La fondazione della città come tale avvenne invece per conto della dinastia Hohenstaufen.
Agli inizi del XIII secolo iniziò la fondazione della cattedrale di Santo Stefano (St. Stephansmünster). Agli inizi del XVI secolo il borgo divenne un importante caposaldo del Sacro Romano Impero e subì un ulteriore assedio da parte dell'esercito di Rodolfo II, giunto ad arrestare l'impostore Tile Kolup. Il 7 dicembre 1638 il borgo venne conquistato dal generale Bernardo di Sassonia-Weimar, principe tedesco e condottiero al servizio del Regno di Francia, e, dopo la sua morte, nel 1639 il borgo entrò a far parte formalmente del territorio francese, appartenenza che venne ratificata nella pace di Vestfalia nel 1648.
Tuttavia nel 1697, con il trattato di Ryswick, la città tornò nella giurisdizione del Sacro Romano Impero. Difesa senza successo dal conte d'Arco, venne riconquistata durante la guerra di successione spagnola dal generale Villars, il 7 settembre 1703. A seguito della Pace di Rastatt Breisach entrò nuovamente a far parte del Sacro Romano Impero, ed i francesi per presidiare i nuovi confini edificarono la fortezza nell'attuale territorio di Neuf-Brisach, sulla riva sinistra del Reno. A partire dal 1790 Breisach entrò a far parte dell'Austria Anteriore ma, a seguito delle vicende rivoluzionarie del 1793, Breisach venne quasi rasa al suolo e in seguito annessa nel territorio dello Stato del Baden.
Durante la seconda guerra mondiale la città fu quasi interamente distrutta dai bombardamenti dell'artiglieria alleata durante la loro avanzata lungo il Reno.

## Architetture religiose
- Vecchio cimitero ebraico di Vieux-Brisach

## Amministrazione

### Gemellaggi
Breisach am Rhein è gemellata con quattro città:
- Saint-Louis
- Pürgg-Trautenfels
- Neuf-Brisach
- Oświęcim
- Sambir
- Küstriner Vorland
- Kerpen